# Carlo Siliotto
Carlo Siliotto (Roma, 10 de gener de 1950) és un violinista, arranjador i compositor italià.

## Biografia
Va començar a tocar la guitarra i el violí ben jovenet, i va realitzar estudis formals de composició al Conservatori de Frosinone sota la direcció del mestre Daniele Paris.
Va començar la seva activitat musical com a membre del grup de Rock Progressiu Canzoniere del Lazio, en el qual va tocar des de 1972 fins a 1978, gravant cinc àlbums entre ells Lassa sta' la me creatura i la Tarantella dei barraccati/Su ballu de 45 rpm.
En el mateix període va començar a treballar com a home de sessió, tocant en diversos àlbums de cantautors italians com Quando verrà Natale (1974), Sotto il segno dei pesci (1978) Buona domenica (1979 i Sotto la pioggia (1982) d’Antonello Venditti i Titanic (1982) de Francesco De Gregori.
El 1980 col·labora amb Maria Carta, com a arranjador de l'àlbum Haidiridiridiridiridinni.
El 1988 va produir i arranjar el primer àlbum de Giorgio Faletti Colletti bianchi, banda sonora de a sèrie homònima.
La seva col·laboració amb Tazenda es remunta al 1992, per a la qual va escriure la música de Vai (senza di noi), publicat pel grup a l'àlbum Limba.
El 2007 va rebre una nominació al Globus d'Or a la millor banda sonora original.

## Discografia

### Amb il Canzoniere del Lazio
33 rpm
- 1973 - Quando nascesti tune - Dischi del Sole (DS 1030/32)
- 1974 - Lassa sta' la me creatura - Intingo (ITGL 14003)
- 1976 - Spirito bono - Intingo (ITGL 14006)
- 1977 - Canzoniere del Lazio - Italien - Amiga (8-45142) Berlin DDR
- 1977 - Miradas - Cramps (CRSLP 5351)
- 1978 - Morra - Intingo (ITLM 14503)

45 rpm
- 1976 - Tarantella dei barraccati/Su ballu - Intingo (ITG 410)

### Solista
45 rpm
- 1979 - C'è una donna/L'isola di Lamu (Philips, 6025 237)

33 rpm
- 1979 - Ondina (Philips, 6323 083)
- 1985 - Grooves (CAM, CML 211)

#### CD
- 1997 - Consigli per gli acquisti (CAM)
- 2001 - Tu que harias por amor / Maestrale (Saimel Ediciones, 3993410)
- 2004 - The Punisher (La la land)
- 2006 - The Dog's Master ('O Patrone d'o Cane: Ostinazione, sberleffo et trance in un divertimento per orchestra, pianoforte, zampogna, e voce) (La-La Land Records)[12]
- 2011 - Il padre e lo straniero (Saimel Ediciones, 3998935)[13]
- 2011 - Tequila (Saimel Ediciones, 3998931)
- 2011 - Whithout Men (Saimel Ediciones, 3998930)
- 2013 - El cartel de los sapos (Saimel Ediciones, 3998952)[14]

## Filmografia parcial
- Mino il piccolo alpino, dirigida per Gianfranco Albano (1986)
- La casa del buon ritorno, dirigida per Beppe Cino (1986)
- La lingua, dirigida per Marco Toniato (1986)
- Assicurazione sulla morte, dirigida per Carlo Lizzani (1987)
- Dark bar, dirigida per Stelio Fiorenza (1989)
- Rosso di sera, dirigida per Beppe Cino (1989)
- Diceria dell'untore, dirigida per Beppe Cino (1990)
- Ostinato destino, dirigida per Gianfranco Albano (1992)
- La corsa dell'innocente, dirigida per Carlo Carlei (1992)
- L'ombra della sera, dirigida per Cinzia TH Torrini (1994)
- I pavoni, dirigida per Luciano Manuzzi (1994)
- Fluke, dirigida per Carlo Carlei (1995)
- Palla di neve, dirigida per Maurizio Nichetti (1995)
- Luna e L'Altra, dirigida per Maurizio Nichetti (1996)
- Consigli per gli acquisti, dirigida per Sandro Baldoni (1997)
- Uninvited , dirigida per Carlo Gabriel Nero (1999)
- Vola Sciusciù, dirigida per Joseph Sargent (2000)
- Honolulu Baby, dirigida per Maurizio Nichetti (2001)
- The Punisher, dirigida per Jonathan Hensleigh (2004)
- Nomad - The Warrior (Köshpendiler), dirigida per Sergej Vladimirovič Bodrov e Ivan Passer (2005)
- La misma luna, dirigida per Patricia Riggen (2007)
- The Ramen Girl, dirigida per Robert Allan Ackerman (2008)
- Il sangue dei vinti, dirigida per Michele Soavi (2008)
- Il padre e lo straniero, dirigida per Ricky Tognazzi (2010)
- Without Men, dirigida per Gabriela Tagliavini (2011)
- Tutta colpa della musica, dirigida per Ricky Tognazzi (2011)
- La figlia del capitano, dirigida per Giacomo Campiotti (2012)
- Il caso Enzo Tortora - Dove eravamo rimasti?, dirigida per Ricky Tognazzi (2012)
- Instructions Not Included, dirigida per Eugenio Derbez (2013)
- Crouching Tiger, Hidden Dragon: Sword of Destiny, dirigida per Yuen Wo Ping (2016)

### Televisió
- Ester (Esther), dirigida per Raffaele Mertes – film TV (1999)
- La Sindone - 24 ore, 14 ostaggi, dirigida per Lodovico Gasparini – film TV (2001)
- Mister Ignis - L'operaio che fondò un impero, dirigida per Luciano Manuzzi - Minisèrie TV (2014)